# François de Livenne de Verdille
François de Livenne de Verdille, né en vers 1613 et mort après 1690, est un officier de marine et Gentilhomme français du XVIIe siècle.

## Biographie

### Origines et famille
François de Livenne descend de la Maison de Livenne, une famille noble et ancienne, aujourd'hui éteinte, qui tire son nom de la terre de Livenne, sur la commune de Moutardon, dans le canton de Ruffec en Charente.
Il est le fils de Pierre de Livenne, seigneur de Verdille, la Cour de Villejésus, le Bouchet, le Breuil aux Loups, Fontenille-Saint-Martin-d'Entraigues, et de Louise de Volvire. Ses parents se marient par contrat le 21 décembre 1606. De cette union naissent cinq garçons et deux filles : René, Jean, Louis, Jean, François, Émerie et Marie. François est le cinquième et dernier fils du couple, il est baptisé à Villejésus le 15 février 1613.

### Carrière militaire
Comme de nombreux fils cadets de familles nobles, François de Livennes est alors destiné soit à la prêtrise, soit à la carrière des armes.
Il intègre la Marine du Roi avec le grade de capitaine de vaisseau. Il commande successivement le Trident et le Beau. 
À l'automne 1664, il participe à l'expédition de Djidjelli menée contre les Barbaresques en Afrique du Nord. L'expédition est un échec et le commandeur de Verdille est chargé de ramener des troupes en Provence à bord de La Lune. Il embarque devant Djidjelli dix compagnies du 1er régiment de Picardie soit environ 800 hommes (auxquels il fallait ajouter l'équipage qui compose habituellement le navire). Il y a donc une surcharge d'hommes dont certains blessés, outre les membres d'équipage destinés à manœuvrer le navire. La traversée met quatre jours, durant lesquels les membres de l'équipage doivent écoper car le navire prend l'eau.
À son retour à Toulon, le Commandeur de Verdille, capitaine de vaisseau, se voit refuser l'accès à la rade, les navires susceptibles d'apporter la peste étant mis en quarantaine par l’Intendant de la Marine Louis Testard de la Guette. Alors que le navire s'éloigne de la côte, le vaisseau se disloque, s'ouvre en deux et coule à pic — « comme du marbre » selon les témoignages des rescapés — dans la rade de Toulon, en face des îles d'Hyères, avec à son bord les dix premières compagnies du régiment de Picardie. 
Plus de 700 hommes périssent noyés, avec parmi eux le général de la Guillotière, l'un des deux maréchaux de camp du comte de Gadagne durant l'expédition,. Une centaine de rescapés parviennent à regagner le Port-Cros, mais abandonnés sur cette île déserte de 7 km2, ils meurent tous de faim. Le Commandeur de Verdille et Antoine Bœsset de La Villedieu (aide de camp du général de la Guillotière) s'en réchappent tous les deux à la nage,. On n'aurait compté en tout que quelques dizaines de rescapés, voire seulement 24 selon Bachelot.
L'année suivante, en 1665, il commande Le Saint-Louis, de 60 canons. En juillet 1665, il commande L'Hercule, de 36 canons, à la bataille de Cherchell au cours de laquelle une flotte ottomane de cinq vaisseaux est détruite (2 vaisseaux coulés et 3 vaisseaux capturés). En 1666, il commande à nouveau L'Hercule au sein de la flotte du duc de Beaufort qui part de Provence pour rejoindre la flotte du Ponant dans l'océan Atlantique.
Le 7 juin 1672, à la bataille de Solebay, pendant la guerre de Hollande, il commande L'Invincible (70 canons), au sein de la flotte combinée franco-anglaise qui est défaite par la flotte hollandaise de l'amiral de Ruyter.
Il meurt après 1690.